# Cervoni Hatkî, Dzerjînsk
Cervoni Hatkî (în ucraineană Червоні Хатки) este localitatea de reședință a comunei Cervoni Hatkî din raionul Dzerjînsk, regiunea Jîtomîr, Ucraina.

## Demografie
Componența lingvistică a localității Cervoni Hatkî
     Ucraineană (98,34%)
     Rusă (1,66%)
Conform recensământului din 2001, majoritatea populației localității Cervoni Hatkî era vorbitoare de ucraineană (98,34%), existând în minoritate și vorbitori de rusă (1,66%).